# Mina de Montclar
La Mina de Montclar és un túnel de 4.917 metres de llargada construït el segle xix a Montclar d'Urgell per permetre que les aigües del Canal d'Urgell passin des d'Artesa de Segre cap a Agramunt, salvant la Serra de Montclar. Va ser el túnel més llarg d'Europa durant gairebé un segle, i una obra visitada per enginyers de tot el món.
Perforat a 160 m de profunditat i a poca distància de la vertical del poble, el canal d'Urgell travessa la Serra de Montclar per mitjà d'una impressionant foradada anomenada la mina de Montclar. La seva secció en forma de ferradura està revestida de pedra. El túnel és totalment recte, amb una longitud de 4.917 m, una amplada de 5,15 m i una altura de 5,47 m. El pendent del túnel és d'un metre per a cada mil metres.

## Els primers intents
El primer document conegut sobre la construcció del canal d'Urgell data de 1346 firmat per Jaume I d'Urgell, comte d'Urgell, indicant al seu enginyer Guillem Catà que realitzés un estudi sobre la possibilitat de construir un canal per regar aquesta zona pràcticament desèrtica. Guillem Catà es trobà un greu problema per poder fer travessar l'aigua per la serra de Montclar i la falta de mitjans tècnics en aquella època van fer desestimar el projecte.
Es va tardar més de dos segles fins que el 1577 es va tornar a plantejar la construcció d'un canal d'aigua que pogués travessar la serra de Montclar, quan representants de nombroses poblacions de la zona es van reunir amb membres del poder reial per demanar-los la construcció. El projecte va ser desestimat de nou i també ho va ser en les posteriors vegades en què es va plantejar, el 1589, 1616 i 1726.
Finalment, el 1749 es va aprovar la construcció, però no va ser fins un segle més tard que es van iniciar les obres.

## Història de la construcció

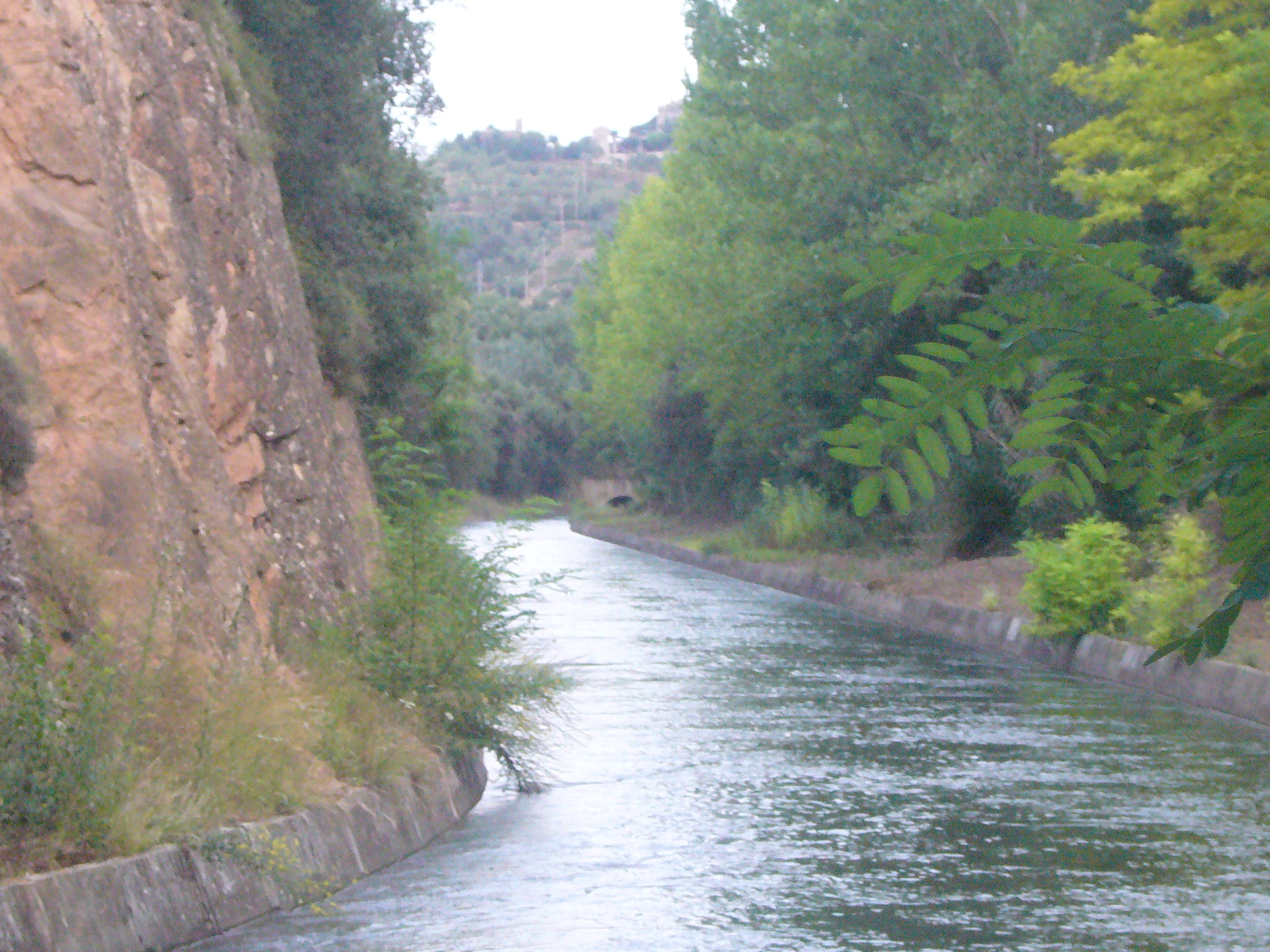
Canal d'Urgell en la trinxera d'entrada a la Mina de Montclar (boca nord)

Les obres del túnel van començar el 3 de novembre de 1853 i acabaren el mes de novembre de 1861. L'autor del projecte i director de l'obra va ser Pere d'Andrés Puigdollers, i el coautor dels estudis definitius, Domingo Cardenal Gandasegui, enginyer en cap de l'obra.
La construcció del túnel va implicar un gran canvi en la vida quotidiana de Montclar, Artesa de Segre i Agramunt. Hi treballaren prop de 6.000 persones, amb 4.681 peons, 480 paletes, 500 carros i 150 animals de càrrega. També hi treballaren 977 presidiaris portats dels penals de Tarragona i Burgos, que realitzaven les tasques més dures, es calcula que un miler de persones van morir a causa de malalties i accidents provocats per esllavissades i inundacions. La construcció del túnel va ser molt difícil per culpa de la complexitat del terreny que va ser necessari perforar. El terreny dur era volat pam a pam mitjançant pólvora, mentre que el terreny tou provocava esllavissades. La runa era extreta per forats amb mules i presidiaris que sofrien els fuets, crits i cops de vara dels caporals. Els treballs s'iniciaren pels dos extrems a la vegada, per reduir el temps d'execució. Per facilitar la feina es van perforar 13 pous des de la superfície de la serra fins al nivell convenient. Per aquests pous s'extreia la runa. Tota l'obra es va fer a força de braços, tant excavar com treure runa.

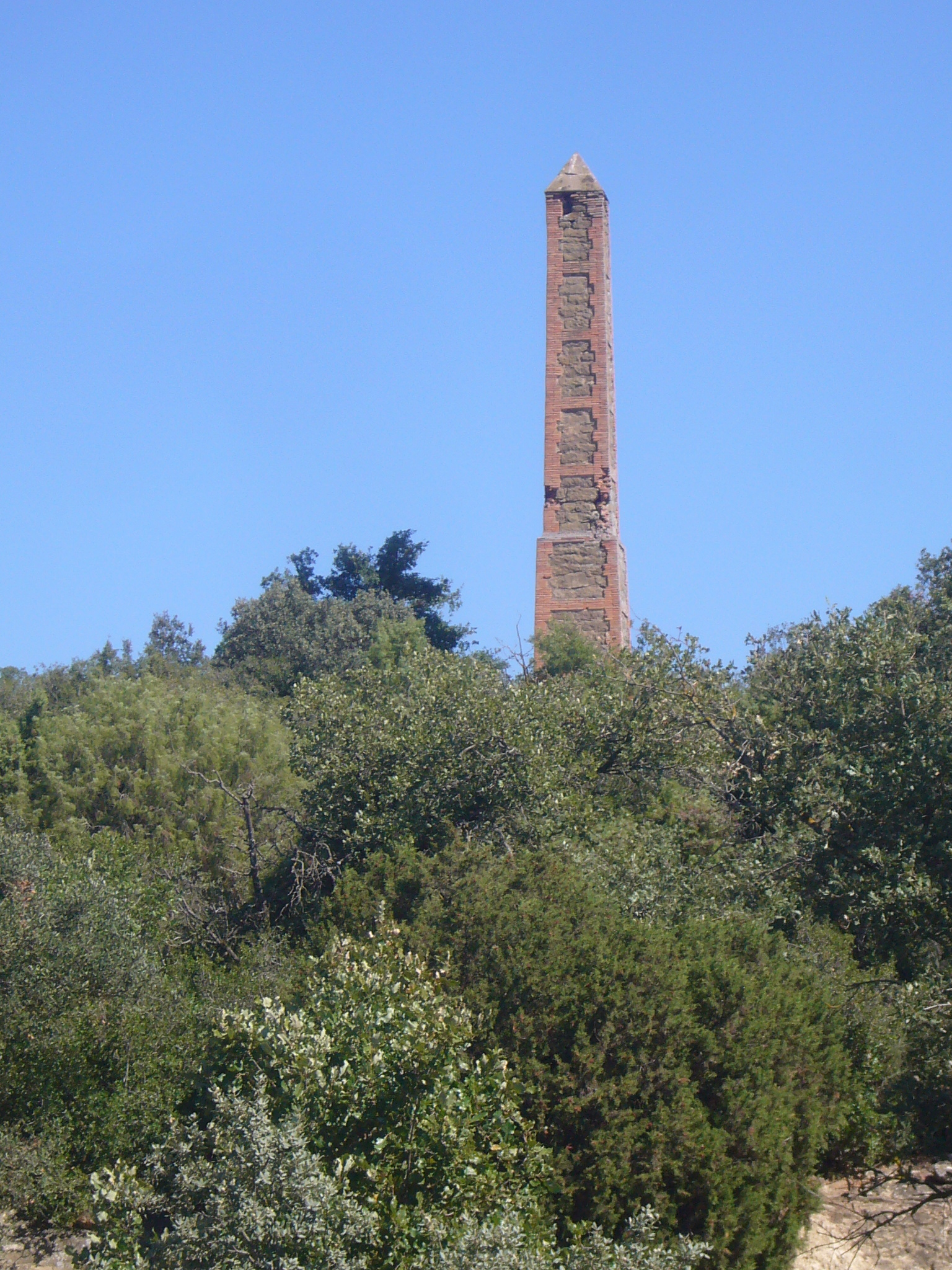
La Torreta, que va permetre l'orientació durant la construcció de la mina

Just a la meitat de la mina, en el punt més alt de la Serra de Montclar, es va construir un monòlit de pedra i totxos, anomenat "La Torreta". Amb una alçada d'uns 8 metres, aquesta torre era visible des de les dues boques del túnel i permetia mantenir l'orientació per construir la mina en línia recta. Actualment, en la base d'aquesta torre es pot observar l'impacte d'una canonada rebuda durant la Guerra Civil Espanyola.
Les trinxeres d'entrada i sortida de la mina de Montclar van ser molt difícils d'excavar. La boca nord, propera al poble de Foradada, té una longitud de 800 m i una profunditat de 18 m a la part més fonda. Va implicar una extracció de 180.000 m³ de terra i és oberta en un terreny que dificultà molt l'excavació, que es realitzà entre continuats despreniments. La boca sud està a la vall dels Coscolls, amb una longitud de 1.500 m i una profunditat de quasi 20 m, oberta en roca arenisca.
El 29 de setembre de 1861 va ser la data en què els obrers trencaren les últimes roques que separaven les dues bandes de la galeria i l'obra es finalitzà el novembre d'aquell any.
El 1862 l'aigua provinent del riu Segre arribava finalment a les finques de l'altra banda de la serra de Montclar.

## Actualitat
En els mesos d'hivern, quan el canal no porta aigua i la Comunitat de Regants dona permís, s'organitzen excursions a peu per travessar per l'interior de la mina. En entrar per un extrem, i en ser la mina perfectament recta, és possible albirar el petit punt de llum de l'altre extrem.
En l'actualitat la mina de Montclar encara és visitada per enginyers de tot el món.
A Montclar encara es designa algunes finques segons al costat de quin pou estan situades.